# 小川智美
小川 智美（おがわ ともみ、1978年11月18日 - ）は千葉県出身のタレント、女優。愛称はともみっち。英検2級。

## 主な出演作品

### テレビドラマ
- 池袋ウエストゲートパーク（第8話ヘルス嬢役 2000年、TBS）
- ナースのお仕事3（2000年、フジテレビ）
- やんパパ（2002年、TBS）
- 真珠夫人（2002年、東海テレビ制作、フジテレビ）
- 新選組!! 土方歳三 最期の一日（2006年、NHK）

### 映画
- ピンチランナー（2000年、東映）

### インターネットテレビ
- 『生でおしえて』（あっ!とおどろく放送局、2005年）
- 『夜遊びメールバトル木曜』（あっ!とおどろく放送局、2005年7月7日-2006年3月30日）